# Braamt
Braamt (Nederfrankisch: Braomp) is een Nederlandse plaats in de gemeente Montferland, provincie Gelderland, enkele kilometers ten zuiden van de A18 en direct naast de doorgaande weg van Doetinchem naar 's-Heerenberg. Het dorp is gelegen in de streek Montferland. Het maakte tot 2005 deel uit van de toen opgeheven gemeente Bergh. In 2023 woonden er in Braamt en het buitengebied daarvan 1.390 personen. Een deel van het buitengebied van Braamt is gelegen tegen de Montferlandse heuvels. Dit hoger gelegen gedeelte staat in de volksmond bekend als Baoven-Braomp.

## Kerkdorp
Braamt is een kerkdorp dat vanouds als buurtschap behoorde tot de parochie Zeddam, gegroeid door ontginning van de heidevelden en woeste gronden in de Zeddammermark. In 1245 wordt het dorp vermeld als "Brameth". De naam heeft waarschijnlijk met braambegroeiing te maken. In 1949 werd Braamt afgescheiden van de parochie Zeddam en kreeg het dorp een eigen kerk, de Onze Lieve Vrouw van Altijddurende Bijstandkerk. De kerk werd in 2019 aan de eredienst onttrokken en in 2022 verbouwd tot appartementencomplex. Op het plein tussen de oude kerk en het nieuwe dorpshuis is in 2023 een nieuw Mariakapel gebouwd.

## Voorzieningen en toerisme
Braamt heeft een rooms-katholieke basisschool, een dorpshuis met buurtwinkel. Het zalencentrum werd in 2021 gesloopt. De amateurvoetbalclub St. Joris is in 2019 gefuseerd met VV Zeddam. Daarbij zijn de voetbalvelden van amateurvoetbalclub st. Joris veranderd in een zonnepanelenpark.
In 2022 is het nieuwe dorpshuis opgeleverd. Deze staat op dezelfde plek als het vorige dorpshuis en is volledig tot stand gekomen op de kracht van vrijwilligers. 
De Koendersmolen dateert van 1832. In Braamt ligt een speelpretpark genaamd Het Land van Jan Klaassen. Nabij het dorp ligt recreatieplas Stroombroek, ook wel het Braamtse Gat genoemd, met een Landal bungalowpark.
In het dorp is een carnavalsbeeld geplaatst door de lokale carnavalsvereniging. Het is ontworpen en gemaakt door Marcel Kuster.
Het dorp ligt op het Pieterpad als eindpunt van de etappe vanaf Zelhem, en als beginpunt van de etappe naar Millingen aan de Rijn.

## Verenigingen
- v.v. Montferland, voetbalvereniging
- Nöttekrakers, carnavalsvereniging
- St. Jorisgilde
- St. Martinus, schutterij
- Te Riele, muziekvereniging
- Brameth Brass, koperkwartet
- Braomps Kabaal, dweilorkest
- Wheels for Dancing, rolstoeldansgroep